# 聖馬蒂亞斯 (聖克魯斯省)
聖馬蒂亞斯是玻利維亞的城鎮，由聖克魯斯省負責管轄，位於該國東部，距離首府聖克魯斯705公里，毗鄰與巴西接壤的邊境，海拔高度約120米，每年平均降雨量約1,250毫米，2010年人口7,230。
16°21′40″S 58°24′19″W / 16.3611°S 58.4053°W